# Nowhere Boy
"Nowhere Boy" er en biografisk dramafilm om John Lennons opvækst, instrueret af den engelske filminstruktør og fotograf Sam Taylor Wood. Den havde premiere i Storbritannien 26. december 2009, og i Danmark 27. maj 2010.

## Handling
Nowhere Boy handler om John Lennons unge år op til dannelsen af The Beatles. John bor hos sin moster Mimi og onkel George, fordi hans mor forlod ham som lille. Da onklen dør får John igen kontakt til sin mor, hvilket sætter en lavine af konfrontationer i gang.

## Medvirkende
- Aaron Johnson – John Lennon
- Thomas Sangster – Paul McCartney
- Kristin Scott Thomas – Mimi Smith
- Anne-Marie Duff – Julia Lennon
- David Morrissey – Bobby Dykins
- Ophelia Lovibond – Maria Kennedy
- Josh Bolt – Pete Shotton
- Sam Bell – George Harrison
- Andrew Buchan – Michael Fishwick (Mimi's lodger)
- Calum O'Toole – Teddy Boy
- Jack McElhone – Eric Griffiths
- Christian Bird – Jimmy Tarbuck
- Ellie Jeffreys – Teddy Girl
- Les Loveday – Teddy
- David Threlfall – George Toogood Smith
- Nigel Whalley – Daniel Ross

## Eksterne links
- Offciel hjemmeside – UK
- Officiel hjemmeside – US Arkiveret 28. januar 2011 hos  Wayback Machine
- Nowhere Boy på Internet Movie Database (engelsk)
- Nowhere Boy på Filmdatabasen
- Nowhere Boy på Scope
- Nowhere Boy i Svensk Filmdatabas (svensk)
- Nowhere Boy på AlloCiné (fransk)
- Nowhere Boy på MovieMeter (nederlandsk)
- Nowhere Boy på AllMovie (engelsk)
- Nowhere Boy på Turner Classic Movies (engelsk)
- Nowhere Boy på The Movie Database (engelsk)
- Nowhere Boy på Rotten Tomatoes (engelsk)
- Trailer